# Petter Strand
Petter Dahle Strand (Morvik, 24 agosto 1994) è un calciatore norvegese, centrocampista del Vålerenga.

## Carriera

### Club
Strand ha cominciato la carriera con la maglia del Tertnes, formazione militante nella 3. divisjon. È rimasto in squadra fino a settembre 2013, quando è passato al Fyllingsdalen: Strand si era infatti trasferito a Sogndal per studiare, ma da accordi avrebbe giocato qualche partita per la nuova squadra. Ha debuttato nella 2. divisjon in data 21 settembre, impiegato da titolare nella vittoria per 4-2 sull'Åsane. Ha contribuito alla vittoria nel Norgesmesterskapet G19 2013, competizione giovanile riservata ai calciatori Under-19.
Il 4 marzo 2014, il Sogndal ha annunciato sul proprio sito d'aver ingaggiato Strand dal Tertnes, con il calciatore che si è legato al nuovo club con un contratto dalla durata biennale. Ha esordito nell'Eliteserien in data 30 marzo, schierato titolare nella sconfitta per 3-0 sul campo dello Stabæk. Il 15 maggio ha rinnovato il contratto che lo legava al Sogndal per quattro stagioni. Il 20 maggio ha realizzato la prima rete nella massima divisione locale, contribuendo alla vittoria per 2-1 sul Brann. Al termine del campionato, il Sogndal è retrocesso nella 1. divisjon, avendo chiuso la stagione al penultimo posto in classifica.
Il 18 ottobre 2015, il Sogndal si è aggiudicato la promozione con tre giornate d'anticipo sulla fine del campionato, grazie alla vittoria per 2-5 sul campo dell'Hønefoss. A fine campionato, il Sogndal ha chiuso al 1º posto finale.
Il 28 gennaio 2016, il Molde ha annunciato sul proprio sito internet d'aver ingaggiato Strand, che si è legato al club con un contratto dalla durata triennale. Ha esordito in squadra il 20 marzo, subentrando a Fredrik Aursnes nella vittoria per 1-2 sul campo dello Stabæk. Il 10 aprile ha trovato la prima rete, nel pareggio per 1-1 in casa dello Start. Ha chiuso la stagione con 30 presenze e 5 reti, tra campionato e coppa.
Il 14 gennaio 2019 è passato a titolo definitivo al Brann, a cui si è legato con un contratto quadriennale.
L'11 gennaio 2021 è stato ingaggiato dal Vålerenga, per cui ha firmato un accordo valido fino al 31 dicembre 2025.

### Nazionale
Il 24 settembre 2014, Strand è stato convocato per la prima volta nella Norvegia under 21 dal commissario tecnico Leif Gunnar Smerud in vista delle partite amichevoli contro Irlanda e Ungheria. Ha esordito il 9 ottobre, subentrando a Kasper Skaanes nella vittoria per 4-1 sulla formazione irlandese: è stato autore di una delle reti che hanno deciso l'incontro. Il 13 giugno 2015, è stato schierato titolare nella vittoria per 2-0 contro la formazione bosniaca, sfida valida per le qualificazioni al campionato europeo di categoria del 2017.

## Statistiche

### Presenze e reti nei club
Statistiche aggiornate al 12 gennaio 2022.
| Stagione       | Club           | Campionato     | Campionato | Campionato | Coppe nazionali | Coppe nazionali | Coppe nazionali | Coppe continentali | Coppe continentali | Coppe continentali | Supercoppe | Supercoppe | Supercoppe | Totale | Totale |
| Stagione       | Club           | Comp           | Pres       | Reti       | Comp            | Pres            | Reti            | Comp               | Pres               | Reti               | Comp       | Pres       | Reti       | Pres   | Reti   |
| -------------- | -------------- | -------------- | ---------- | ---------- | --------------- | --------------- | --------------- | ------------------ | ------------------ | ------------------ | ---------- | ---------- | ---------- | ------ | ------ |
| 2011           | Tertnes        | 3D             | ?          | ?          | CN              | ?               | ?               | -                  | -                  | -                  | -          | -          | -          | ?      | ?      |
| 2012           | Tertnes        | 3D             | ?          | ?          | CN              | ?               | ?               | -                  | -                  | -                  | -          | -          | -          | ?      | ?      |
| gen.-set. 2013 | Tertnes        | 3D             | ?          | ?          | CN              | ?               | ?               | -                  | -                  | -                  | -          | -          | -          | ?      | ?      |
| Totale Tertnes | Totale Tertnes | Totale Tertnes | ?          | ?          |                 | ?               | ?               |                    | -                  | -                  |            | -          | -          | ?      | ?      |
| set.-dic. 2013 | Fyllingsdalen  | 2D             | 5          | 1          | CN              | 0               | 0               | -                  | -                  | -                  | -          | -          | -          | 5      | 1      |
| 2014           | Sogndal        | ES             | 29         | 1          | CN              | 2               | 0               | -                  | -                  | -                  | -          | -          | -          | 31     | 1      |
| 2015           | Sogndal        | 1D             | 26         | 3          | CN              | 2               | 0               | -                  | -                  | -                  | -          | -          | -          | 28     | 3      |
| Totale Sogndal | Totale Sogndal | Totale Sogndal | 55         | 4          |                 | 4               | 0               |                    | -                  | -                  |            | -          | -          | 59     | 4      |
| 2016           | Molde          | ES             | 28         | 4          | CN              | 2               | 1               | -                  | -                  | -                  | -          | -          | -          | 30     | 5      |
| 2017           | Molde          | ES             | 21         | 2          | CN              | 4               | 0               | -                  | -                  | -                  | -          | -          | -          | 25     | 2      |
| 2018           | Molde          | ES             | 26         | 1          | CN              | 1               | 0               | UEL                | 7                  | 1                  | -          | -          | -          | 34     | 2      |
| Totale Molde   | Totale Molde   | Totale Molde   | 75         | 7          |                 | 7               | 1               |                    | 7                  | 1                  |            | -          | -          | 89     | 9      |
| 2019           | Brann          | ES             | 21         | 3          | CN              | 3               | 1               | UEL                | 2                  | 0                  | -          | -          | -          | 26     | 4      |
| 2020           | Brann          | ES             | 30         | 5          | -               | -               | -               | -                  | -                  | -                  | -          | -          | -          | 30     | 5      |
| 2021           | Brann          | ES             | 27+1       | 1+0        | CN              | 0               | 0               | -                  | -                  | -                  | -          | -          | -          | 28     | 1      |
| Totale Brann   | Totale Brann   | Totale Brann   | 78+1       | 9+0        |                 | 3               | 1               |                    | 2                  | 0                  |            | -          | -          | 84     | 10     |
| 2022           | Vålerenga      | ES             | 0          | 0          | CN              | 0               | 0               | -                  | -                  | -                  | -          | -          | -          | 0      | 0      |
| Totale         | Totale         | Totale         | 213+1+     | 21+0+      |                 | 14+             | 2+              |                    | 9                  | 1                  |            | -          | -          | 237+   | 24+    |

## Palmarès

### Club

#### Competizioni giovanili
- Norgesmesterskapet G19: 1

Fyllingsdalen: 2013

#### Competizioni nazionali
- 1. divisjon: 1

Vålerenga: 2024